# Their Only Son (film, 1911)
Their Only Son est un film muet américain réalisé par Francis Boggs et sorti en 1911.

## Fiche technique
- Réalisation : Francis Boggs
- Scénario : Betty Harte
- Production : William Selig
- Date de sortie : États-Unis : 10 août 1911

## Distribution
- Al Ernest Garcia : Guy
- Frank Richardson
- Nick Cogley
- Herbert Rawlinson
- Roy Watson
- Fred Huntley
- Frank Clark
- Tom Santschi
- Eugenie Besserer
- Betty Harte
- Anna Dodge